# グッバイ・イエロー・ブリック・ロード
「グッバイ・イエロー・ブリック・ロード」 (Goodbye Yellow Brick Road) は、イギリス出身のシンガーソングライターであるエルトン・ジョンの楽曲。1973年9月にシングルとして発売され、翌月に発売された同名のアルバムに表題曲として収録された。作詞はバーニー・トーピン、作曲はエルトン・ジョン。タイトルおよび歌詞に登場する「Yellow Brick Road（黄色いレンガ道）」は、ライマン・フランク・ボームの『オズの魔法使い』に由来。
全英シングルチャートで最高位4位、アメリカのビルボード誌のHot 100で最高位2位を記録し、アダルト・コンテンポラリー・チャートで第1位を獲得。ローリング・ストーンの選ぶオールタイム・グレイテスト・ソング500（2004年版）の第390位にランクイン。アメリカレコード協会から1974年1月4日にゴールド認定、1995年9月13日にプラチナ認定、2020年3月2日にダブル・プラチナ認定を受けた。

## 歌詞
トーピンが手がけた本作の歌詞は、歌詞の中ではトーピンが5歳まで過ごしたリンカンシャーの農場について言及が含まれていて、トーピンの初期の作品の共通のテーマである「原点」に帰りたいという願望が込められている。
2014年にトーピンは、「僕の書く歌詞の多くは、幼いころに見たテレビや映画に由来している。イギリスの同世代の子どもたちと同じように、僕はアメリカの音楽、映画、テレビを見たり聴いたりして育った。何度も言っていることだが、『黄昏のレンガ路』は映画的なアルバムだ。タイトル・トラックの歌詞では、オズを離れて農場へ帰りたいと言っている」と語っている。

## 評価
『オールミュージック』のスチュワート・メイソンは、「グッバイ・イエロー・ブリック・ロード」について「1970年代のソフトロックの小さな傑作で、ジョンの今までで最高の曲という誰もが羨む称号の有力候補」と評した。サーカス誌のジャニス・シャハトは「優雅で美しい」と評した。ビルボード誌は「時々エルトンを理解することが困難になるが、その音の印象はいまだに強く残っている」「ブリッジにおけるストリングスとボーカルの融合が美しい」と評している。キャッシュボックス誌は、本作について「（ジョンの）演奏能力に応じて人々に再び感動をもたらす柔らかでメロディックなポップ」と表現し、「バーニー・トーピンが手がけた歌詞は非常に詩的で、エルトンの音楽と見事に調和している」と付け加えている。
2003年、ローリング・ストーン誌は「オールタイム・グレイテスト・ソング500（2004年版）の第390位に本作を加えた。
2018年、ガーディアン誌は「最高のエルトン・ジョンの楽曲」として50曲をランキングし、本作は第6位にランクインした。
2022年、ビルボード誌は、「最高のエルトン・ジョンの楽曲」として75曲をランキングし、本作は4位にランクインした。

## クレジット
※出典
- エルトン・ジョン - ボーカル、ピアノ
- ディー・マレー（英語版） - ベース、バッキング・ボーカル
- デイヴィ・ジョンストン（英語版） - レスリースピーカーを通したギター、バッキング・ボーカル
- ナイジェル・オルソン（英語版） - ドラム
- デル・ニューマン（英語版） - オーケストラ・アレンジ

## メディアでの使用
テレビCM
- マツダ「センティア」（1991年）
- J-PHONE「ムービー写メール」（2002年）

映画
- 奇跡の海（1996年）
- SING/シング: ネクストステージ（2021年）
- アントマン&ワスプ:クアントマニア（2023年、予告編で使用）

テレビドラマ
- フジテレビ系『太陽は沈まない』（2000年）

## カバー・バージョン
2018年にクイーンズ・オブ・ザ・ストーン・エイジがトリビュートアルバム『ユア・ソング ～エルトン・ジョン ベスト・ヒッツ・カヴァー』でカバー。
2019年に公開されたジョンの伝記ミュージカル映画『ロケットマン』では、劇中でジェイミー・ベル（トーピン役）とタロン・エガートン（ジョン役）が歌唱。
2022年、ロンドンで行なわれたフー・ファイターズのテイラー・ホーキンスの追悼コンサートで、ゼム・クルックド・ヴァルチャーズが演奏。

## チャート成績
| チャート (1973年 - 1974年)        | 最高位 |
| --------------------------------- | ------ |
| オーストラリア (Go-Set Top 40)    | 2      |
| ベルギー (Ultratop 50 Wallonia)   | 47     |
| Canada Top Singles (RPM)          | 1      |
| Canada Pop Music Playlist (RPM)   | 1      |
| アイルランド (IRMA)               | 4      |
| オランダ (Single Top 100)         | 23     |
| ニュージーランド (Listner)        | 2      |
| ノルウェー (VG-lista)             | 9      |
| 南アフリカ (Springbok Radio)      | 7      |
| UK シングルス (OCC)               | 6      |
| US Billboard Hot 100              | 2      |
| US Easy Listening (Billboard)     | 7      |
| US Cash Box Top 100 Singles       | 1      |
| 西ドイツ (Official German Charts) | 49     |

| チャート (2019年)                           | 最高位 |
| ------------------------------------------- | ------ |
| US Hot Rock & Alternative Songs (Billboard) | 17     |

### 年間チャート
| チャート (1973年)        | 順位 |
| ------------------------ | ---- |
| Canada Top Singles (RPM) | 41   |

| チャート (1974年)    | 順位 |
| -------------------- | ---- |
| US Billboard Hot 100 | 72   |

## 認定
| 国/地域                          | 認定        | 認定/売上数 |
| -------------------------------- | ----------- | ----------- |
| イギリス (BPI)                   | Gold        | 400,000     |
| アメリカ合衆国 (RIAA)            | 2× Platinum | 2,000,000   |
| 認定のみに基づく売上数と再生回数 |             |             |